# Pedalada fiscal
Pedalada fiscal é um termo criado no Brasil, durante o processo de impeachment da presidente Dilma Rousseff, para designar artimanha que teria sido empregada pelo Governo Federal para burlar a Lei de Responsabilidade Fiscal e realizar gastos superiores aos autorizados pela lei orçamentária anual, aprovada pelo Congresso Nacional. Conforme alegado na época, o Tesouro Nacional teria atrasado repasses de verbas para os bancos e autarquias que transferiram recursos para programas sociais governamentais, para excluir tais gastos das contas públicas nos períodos analisados — dando assim a impressão de que elas estavam em conformidade com os limites de gastos definidos na lei orçamentária —, porém, em termos práticos, tais despesas só foram transferidas para período posterior. Como se tratava de artifício para ludibriar os agentes econômicos e contornar a lei fiscal, passou a ser chamado de "pedalada", nome de um drible de futebol popular na época, usado por Robinho, entre outros jogadores. Segundo José Múcio Monteiro, ministro do Tribunal de Contas da União (TCU), "na prática, as pedaladas funcionam como um cheque especial: o governo rola as dívidas com o caixa dos bancos."

## Histórico

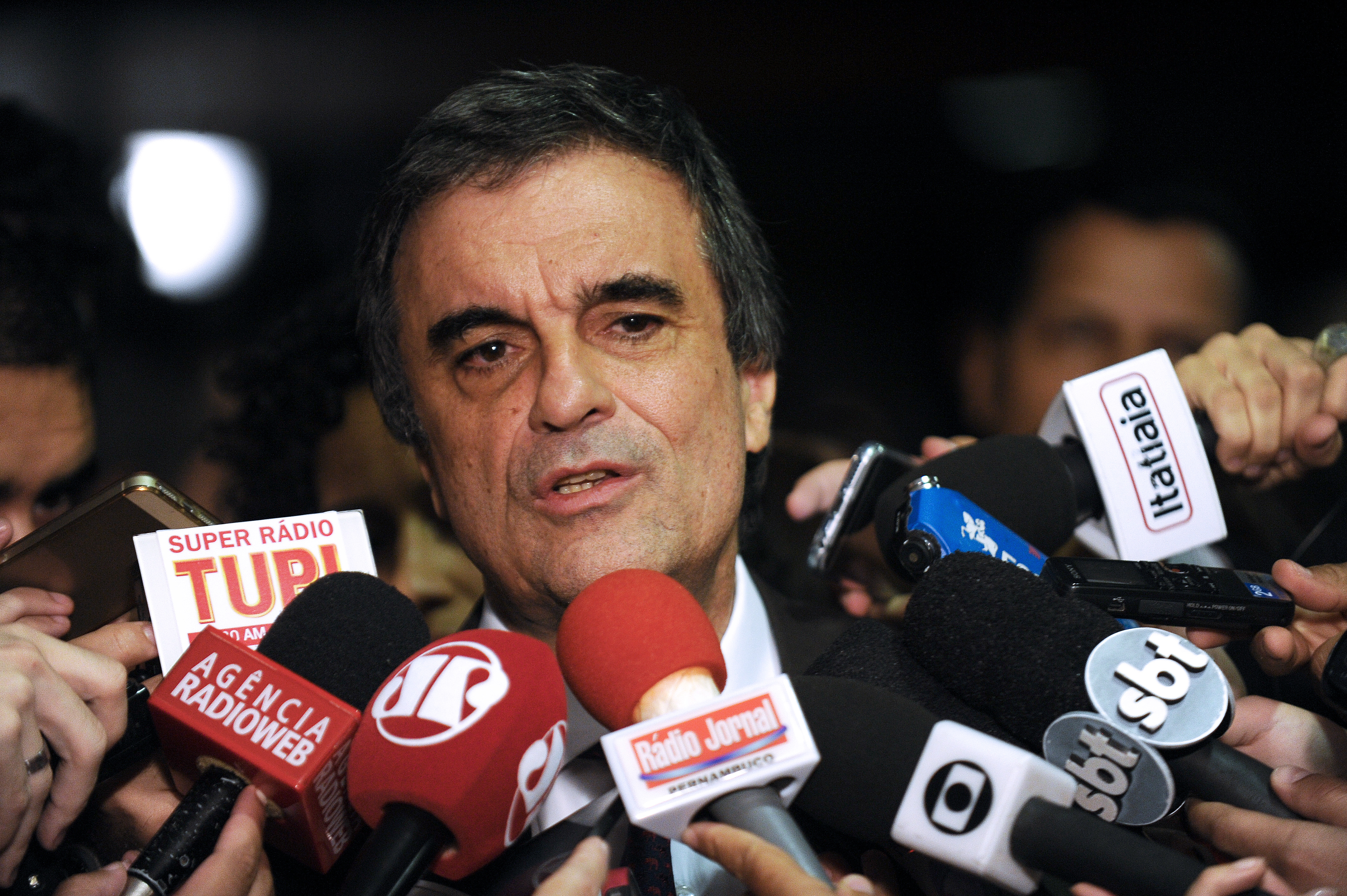
De acordo com o ex-ministro da justiça Eduardo Cardozo, as pedaladas fiscais ocorrem desde o ano de 1994.

No contexto da política do Brasil, as pedaladas fiscais referem-se à prática do Tesouro Nacional de atrasar de forma proposital o repasse de dinheiro para bancos e autarquias, a fim de melhorar artificialmente as contas federais. As pedaladas poderiam ser interpretadas como se o governo tivesse tomado empréstimos desses bancos e autarquias, o que é proibido pela Lei de Responsabilidade Fiscal que impede operações de crédito entre uma instituição financeira estatal e o ente da Federação que a controla.
Segundo Carlos Góes, do site mercadopopular.org, "a ideia por trás de tal proibição tem dois eixos principais. O primeiro é incentivar os diversos níveis de governo a terem orçamentos mais racionalizados, com gastos primários financiados com receitas primárias, sem que haja grandes dívidas deixadas para administrações futuras. O segundo é fruto da experiência inflacionária brasileira (ou seja, para evitar que os políticos estaduais e federais imprimam quantidades ilimitadas de moeda, gerando ampla inflação)."
De acordo com o então ministro da justiça Eduardo Cardozo, o procedimento ocorria desde o ano de 1994 e foi usado nos governos de Fernando Henrique Cardoso e Lula. Já para a Advocacia Geral da União (AGU), esta prática ocorre desde o ano 2000. No entanto ganhou proporções inéditas nos anos de 2013 e 2014. Segundo números do Banco Central do Brasil, no fim dos anos de 2001 e 2002 (governo FHC) elas somaram R$ 1 bilhão e R$ 948 milhões, respectivamente, o que representava de 0,03% a 0,11% do Produto Interno Bruto (PIB). Já no fim de 2013 e 2014, no governo Dilma, os valores chegaram a R$ 36,07 bilhões e R$ 52 bilhões, respectivamente, o que representava 1% do PIB.
Conforme a agência de checagem de fatos Aos Fatos, contabilizando somente dados da Caixa Econômica Federal, o governo FHC registrou quatro atrasos em repasses: um em setembro de 1996 e três em 2002 (janeiro, abril e junho), totalizando R$ 433,2 milhões. A primeira pedalada, entretanto, não poderia ser considerada infração da Lei de Responsabilidade Fiscal, porque ela ainda não existia. Já Lula teve três atrasos de repasses em seu governo — setembro e novembro de 2003, e novembro de 2006 — , resultando em um saldo negativo de R$ 500 milhões. A Presidente Dilma realizou 19 “pedaladas” em todos os anos de seu governo, mais notoriamente em 2014 (oito vezes), ano de sua reeleição, totalizando R$ 33 bilhões - valor equivalente a 35 vezes mais que nos governos FHC e Lula somados. Todavia, o valor real das pedaladas somaria um montante ainda maior se considerados todos os programas federais e instituições, como Banco do Brasil e BNDES

### Governo Dilma
Este tema ganhou grande repercussão em meados de 2015, após a oposição do Governo Dilma acusá-la de atrasar o repasse de recursos para benefícios sociais e subsídios pagos por meio da Caixa Econômica Federal, do Banco do Brasil e do Banco Nacional de Desenvolvimento Econômico e Social (BNDES) para passar a impressão de que as contas públicas estariam melhor do que realmente estavam. Essas entidades tiveram de recorrer ao próprio caixa societário (movimento empresarial de saída em moeda corrente) para arcar com as despesas públicas, sendo ressarcidas a posteriori pelo governo. O então ex-presidente Lula defendeu esta "artimanha", dizendo que esta contabilidade criativa visava proteger os brasileiros mais vulneráveis para que não faltassem recursos para os programas sociais do governo, como o Minha Casa, Minha Vida.
O problema foi que, no governo Dilma, essas pedaladas trouxeram efeitos colaterais para a economia brasileira, que já não ia bem, devido à crise iniciada em 2014. As pedaladas aumentaram o déficit fiscal do Brasil. Em 2015, como consequência da recessão econômica em que o país se encontrava e das despesas embutidas referentes à quitação das pedaladas, o déficit prímário foi de 114,9 bilhões de reais.
Foi por isso que o Tribunal de Contas da União entendeu que tais manobras configuraram operações de financiamento ou "empréstimos" desses bancos para o Tesouro, o que estaria infringindo a Lei de Responsabilidade Fiscal. Assim, elas foram consideradas irregulares pelo TCU ao recomendar, por unanimidade, a reprovação das contas do governo Dilma em 2014. Nos casos anteriores, como o do FHC, por exemplo, o tribunal havia recomendado ao Congresso a aprovação com ressalvas dos gastos públicos, mas um parecer pela rejeição foi inédito na história recente do país. No julgamento final das contas, o TCU, demonstrou com séries históricas o período e os valores dos saldos a descoberto que as contas ficaram nos últimos anos. A conclusão é que, em 2014, o governo ultrapassou, em muito – tanto no tempo quanto nos valores – o que ocorreu nos meses e anos mais recentes, ao menos no caso da Caixa Econômica.
Embora o TCU seja um órgão auxiliar do Legislativo e não tenha poderes para condenar o chefe do Executivo, ele oferece um parecer prévio, que pode ou não ser acatado pelo Congresso Nacional, abrindo até mesmo a possibilidade de um processo de impedimento da Presidente da República.
Desta forma, baseado-se nesse relatório do TCU, a oposição procurou atribuir à presidente Dilma a culpa pelas pedaladas fiscais. Para eles, o governo petista criou um cenário artificial para a economia brasileira, maquiando as contas públicas com recursos que deveriam ter outro destino. Isto significaria, então, que ela cometeu um crime de responsabilidade, o que por sua vez poderia justificar a abertura de um processo de impeachment.
No dia 27 de junho de 2016, no entanto, uma perícia técnica do Senado Federal comprovou que a presidente não cometeu pedaladas fiscais, porém "agiu diretamente na edição de decretos de crédito suplementar sem autorização do Congresso Nacional." De acordo com os peritos, realmente houve atraso no repasse do Tesouro ao Banco do Brasil, o que afrontaria a Lei de Responsabilidade Fiscal, mas "não foi identificado ato comissivo da Presidente da República que tenha contribuído, direta ou indiretamente, para que ocorressem os atrasos de pagamentos."
No dia 14 de julho, diante do desmantelamento do principal argumento de que Dilma teria cometido crime de responsabilidade, o Ministério Público Federal pediu o arquivamento das investigações que apuravam se houve crime nas operações de crédito feitas por autoridades do governo da presidente afastada. Apesar de entender não ter havido crime da equipe econômica de Dilma nas "pedaladas", o procurador afirmou no despacho que os atrasos nos repasses de recursos tinham a intenção de melhorar artificialmente as contas públicas da União em período eleitoral, configurando, assim, improbidade administrativa, um delito civil.

### Devolução
Em junho de 2019, já no Governo Jair Bolsonaro, o ministro da Economia, Paulo Guedes, solicitou que a Caixa Econômica Federal devolvesse R$ 3 bilhões aos cofres públicos, que, no seu entender, foram "emprestados pelo Governo ao Banco" via Pedaladas Fiscais do Governo. Segundo Guedes, "houve muitos empréstimos da União aos bancos públicos que cometeram excessos com recursos públicos, como BNDES e Caixa. E essas "pedaladas" acabaram levando ao impeachment da presidente Dilma. E nossa responsabilidade é devolver esses recursos à União, e dentro, inclusive, das exigências do TCU, garantir que esses recursos devolvidos abatam a dívida pública. É a primeira vez que a Caixa devolve dinheiro para a União. Isso merece até uma celebração".

## Argumentação constitucional
No Brasil, podem ser cassados o Presidente da República, os Ministros de Estado, os Ministros do Supremo Tribunal Federal e o Procurador-Geral da República, além dos governadores e prefeitos, por indícios de cometimento de crime de responsabilidade e foi recepcionada pela Constituição de 88, que cita esses crimes em seu artigo 85, mas sem detalhá-los. No documento apresentado no Processo de impeachment contra Dilma Rousseff, os autores alegaram que a chefe do Executivo descumpriu a Lei de Responsabilidade Fiscal.
Porém, não há um consenso jurídico sobre a Pedalada Fiscal ser considerado um crime de Responsabilidade. Na interpretação dos que acreditam haver crime, esse uso de dinheiro dos bancos para cobrir o atraso dos repasses do governo é um tipo de “financiamento da União”, uma prática proibida pelo artigo 36 da Lei de Responsabilidade Fiscal. É nisso que acreditam Carlos Velloso, ex-presidente do Supremo Tribunal Federal, e o jurista Celio Borja, ex-ministro da Justiça.
"O Executivo não pode praticar atos que precisam de autorização do Legislativo sem essa autorização. Isso atenta contra o princípio da separação dos Poderes, rompe o equilíbrio entre eles. Ninguém tem atribuições ilimitadas." — Celio Borja, ex-ministro da Justiça, em entrevista ao jornal O Globo, afirmando que pedalada fiscal é sim um crime de Responsabilidade.
Já o professor emérito da USP, Dalmo Dallari, pedaladas fiscais não são crimes orçamentários, apenas medidas contábeis administrativas.
"Não foram gastos ilegais, para beneficiar alguém, amigos ou terceiros. Apenas se mudou a data de transferência de recursos a bancos. Ninguém se apoderou do dinheiro público, que continuou com uso público." — Dalmo Dallari, professor emérito da USP, em entrevista ao jornal O Globo, explicando porque não considera as pedaladas fiscais como um crime de responsabilidade.
Marcelo Figueiredo, professor de Direito Constitucional da PUC-SP, pondera que é preciso analisar o contexto em que os atos foram cometidos.
"Do ponto de vista jurídico, o decreto que permite gastos sem autorização do Congresso é ato assinado pelo Presidente da República que pode entrar como crime orçamentário. Agora, é preciso haver juízo político. Esse gasto não autorizado foi para o governo cumprir obrigações constitucionais? Foi com boa ou com má-fé?" — Marcelo Figueiredo, professor de Direito Constitucional da PUC-SP, em entrevista ao jornal O Globo